# Abramites
Abramites – rodzaj słodkowodnych ryb kąsaczokształtnych z rodziny ukośnikowatych (Anostomidae).

## Klasyfikacja
Gatunki zaliczane do tego rodzaju:
- Abramites eques
- Abramites hypselonotus – ukośnik marmurkowany[3], stojaczek marmurkowany[3]

Gatunkiem typowym jest Leporinus hypselonotus (A. hypselonotus).